# كابياوات
الكابياوات (الاسم العلمي: Caviinae) هي أسرة من الثدييات تتبع فصيلة الكابيائية من رتبة القوارض.

## أجناس
- كابياء (الاسم العلمي: Cavia) وهو الجنس النموذجي لهذه الأسرة
- كابياء صفراء الأسنان (الاسم العلمي: Galea)
- كابياء صغيرة (الاسم العلمي: Microcavia)
- كابياء صخرية (الاسم العلمي: Kerodon)